# Weißkirchen an der Traun
Weißkirchen an der Traun är en ort och kommun i Österrike. Den ligger i distriktet Wels-Land i förbundslandet Oberösterreich,  170 kilometer väster om huvudstaden Wien. 
Kommunen består av sju orter (Ortschaften) (inom parentes invånarantal 1 januari 2024):

- Bergern (1 236)
- Graßing (99)
- Hetzendorf (160)
- Schimpelsberg (237)
- Sinnersdorf (210)
- Weißkirchen (1 266)
- Weyerbach (347)